# Anielewo (powiat koniński)
Anielewo – wieś w Polsce położona w województwie wielkopolskim, w powiecie konińskim, w gminie Kazimierz Biskupi.
1 września 1939 roku niemieckie lotnictwo zrzuciło na wieś 2 bomby, nie było jednak żadnych ofiar w ludziach.  
Podczas II wojny światowej Niemcy wysiedlili ze wsi 100 osób. 
W 1945 roku we wsi znajdowało się 49 gospodarstw. W latach 1975–1998 miejscowość należała administracyjnie do województwa konińskiego.
Wieś Anielewo ma 184 mieszkańców, z czego 45,7% stanowią kobiety, a 54,3% mężczyźni. Według Narodowego Spisu Powszechnego Ludności i Mieszkań w 2002 roku we wsi Anielewo było 56 gospodarstw domowych. Wśród nich dominowały gospodarstwa zamieszkałe przez pięć lub więcej osób - takich gospodarstw było 17. 